# Малобудищанский сельский совет (Зеньковский район)
Малобудищанский сельский совет (укр. Малобудищанська сільська рада) — входит в состав
Зеньковского района
Полтавской области
Украины.
Административный центр сельского совета находится в 
с. Малые Будища.

## Населённые пункты совета
- с. Малые Будища
- с. Безруки
- с. Глинское
- с. Хижняковка